# Bret Harte

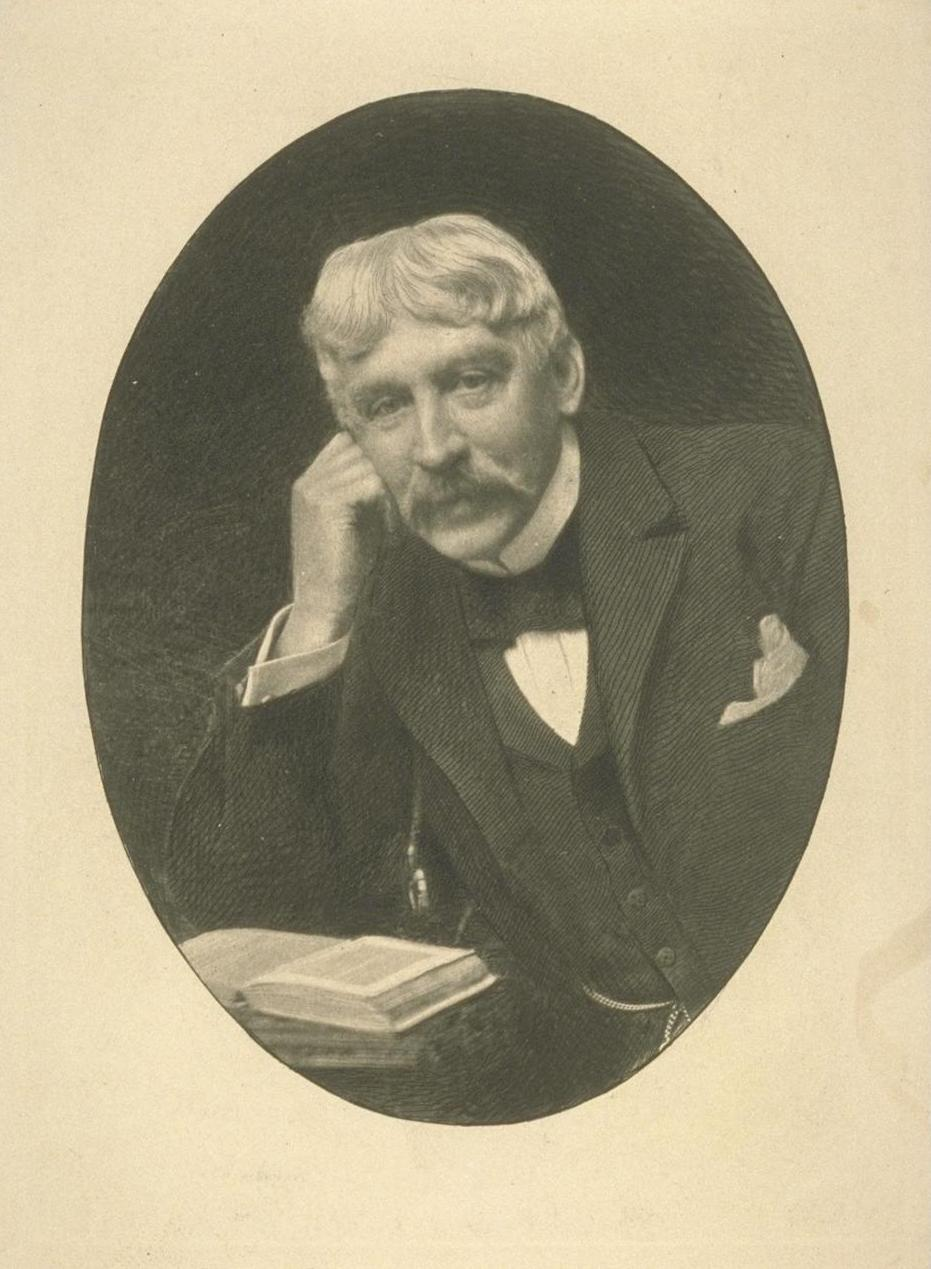
Bret Harte

Francis Bret Harte (ur. 25 sierpnia 1836, zm. 5 maja 1902) – amerykański pisarz i dziennikarz.
Był autorem popularnych opowiadań z życia kalifornijskich pionierów i awanturników okresu gorączki złota (m.in. tom The Luck of Roaring Camp and Other Skeches z 1870). Polskie wybory opowiadań tego autora to m.in. Obrazki z życia kalifornijskiego (1876), Trzech włóczęgów z Trinidad (1955), Ślicznotka z Sierra Nevada (1956), Pocztmistrzyni (Wydawnictwo „Śląsk”, Katowice 1958).